# والتر بيتش
والتر بيتش (بالإنجليزية: Walter Beach)‏ هو لاعب كرة قدم أمريكية أمريكي، ولد في 31 يناير 1933 في بونتياك في الولايات المتحدة.

## وصلات خارجية
- والتر بيتش على موقع مرجع كرة القدم المحترفة.كوم (الإنجليزية)